# Sikorsky S-66
Le Sikorsky S-66 était un prototype d’hélicoptère d'attaque, réalisé en 1966 aux États-Unis par Sikorsky et proposé (en vain) à l’United States Army.